# أرشيبالد كامبل (لاعب كريكت)
أرشيبالد كامبل (بالإنجليزية: Archibald Campbell)‏ (14 أغسطس 1822 في الهند - 15 سبتمبر 1887) هو لاعب كريكت بريطاني (وحمل سابقاً جنسية المملكة المتحدة لبريطانيا العظمى وأيرلندا). لعب مع Hampshire county cricket teams ‏.

## وصلات خارجية
- أرشيبالد كامبل على موقع إي آس بي آن كريك إنفو (الإنجليزية)